# Volodymyr Koniev
Volodymyr Koniev (ukrainien : Володимир Конєв), né le 18 juin 1989 à Kharkiv en RSS d'Ukraine, est un joueur ukrainien de basket-ball. Il évolue au poste d'ailier. 

## Palmarès
|  |  | Khimik Ioujne Championnat d'Ukraine - Champion : 2015, 2016 - Vice-Champion : 2014, 2017 Coupe d'Ukraine - Vainqueur : 2016 |  | Tcherkaski Mavpy Championnat d'Ukraine - Champion : 2018 Coupe d'Ukraine - Finaliste : 2021 |  | Boudivelnyk Kyïv Championnat d'Ukraine - Champion : 2023 |  | BK Dnipro Championnat d'Ukraine - Champion : 2024 Coupe d'Ukraine - Vainqueur : 2024 |